# 13390 Bouska
Bouska (asteróide 13390) é um asteróide da cintura principal, a 2,1241863 UA. Possui uma excentricidade de 0,1770582 e um período orbital de 1 514,71 dias (4,15 anos).
Bouska tem uma velocidade orbital média de 18,53877318 km/s e uma inclinação de 13,26447º.
Este asteróide foi descoberto em 18 de Março de 1999 por Petr Pravec, Max Wolf.